# François Louis-Marie
François Louis-Marie (13 października 1961) – trener piłkarski z Gujany Francuskiej.

## Kariera trenerska
Od 2004 do 2005 roku oraz od 2012 do 2013 (razem z Hubertem Contout) prowadził narodową reprezentację Gujany Francuskiej.